# Франклін (парафія)
Шаблон:StateAbbr_ 32°08′ пн. ш. 91°40′ зх. д. / 32.14° пн. ш. 91.67° зх. д.
Округ  Франклін (англ. Franklin Parish) — округ (парафія) у штаті  Луїзіана, США. Ідентифікатор округу 22041.

## Історія
Парафія утворена 1843 року.

## Демографія
За даними перепису 
2000 року 
загальне населення округу становило 21263 осіб, зокрема міського населення було 6414, а сільського — 14849.
Серед мешканців округу чоловіків було 10140, а жінок — 11123. В окрузі було 7754 домогосподарства, 5705 родин, які мешкали в 8623 будинках.
Середній розмір родини становив 3,13.
Віковий розподіл населення поданий у таблиці:
| Стать    | До 15 років | 15-21 | 22-29 | 30-39 | 40-49 | 50-65 | 65-85 | Понад 85 |
| -------- | ----------- | ----- | ----- | ----- | ----- | ----- | ----- | -------- |
| Чоловіки | 2506        | 1108  | 954   | 1326  | 1467  | 1507  | 1135  | 137      |
| Жінки    | 2363        | 1093  | 1017  | 1474  | 1474  | 1716  | 1676  | 310      |

## Суміжні округи
- Ричленд — північ
- Медісон — північний схід
- Тенсас — південний схід
- Катаула — південь
- Колдвелл — захід

## Виноски
1. ↑  U.S. Decennial Census. United States Census Bureau. Архів оригіналу за 26 квітня 2015. Процитовано 20 серпня 2014.
2. ↑  Historical Census Browser. University of Virginia Library. Архів оригіналу за 11 серпня 2012. Процитовано 20 серпня 2014.
3. ↑  Population of Counties by Decennial Census: 1900 to 1990. United States Census Bureau. Процитовано 20 серпня 2014.
4. ↑  Census 2000 PHC-T-4. Ranking Tables for Counties: 1990 and 2000 (PDF). United States Census Bureau. Процитовано 20 серпня 2014.
5. ↑  State & County QuickFacts. United States Census Bureau. Архів оригіналу за 6 червня 2011. Процитовано 9 серпня 2013. [Архівовано 2011-06-06 у Wayback Machine.](англ.) Наведено за англійською вікіпедією.
6. ↑  American FactFinder. Бюро перепису населення США. Архів оригіналу за 26 лютого 2012. Процитовано 31 січня 2008. [Архівовано 2008-05-21 у Wayback Machine.]

| США | Це незавершена стаття з географії США. Ви можете допомогти проєкту, виправивши або дописавши її. |